# 望月亀弥太
望月 亀弥太（もちづき かめやた/きやた、天保9年10月7日（1838年11月23日） - 元治元年6月5日（1864年7月8日））は、幕末の土佐藩士で、土佐勤皇党の一人。神戸海軍操練所生。諱は義澄。

## 生涯
文久元年（1861年）、兄・望月清平と共に武市半平太の尊皇攘夷思想に賛同して土佐勤王党に加盟し、文久2年（1862年）10月、尊攘派組織五十人組の一人として、江戸へ向かう。
文久3年（1863年）1月、坂本龍馬の紹介で坂本直や千屋寅之助とともに幕臣・勝海舟の下で航海術を学ぶ。その後、勝が総監を務める神戸海軍操練所へ入所するが、元治元年（1864年）、藩より帰国命令が出されたため脱藩して長州藩邸に潜伏。長州藩の過激尊皇志士達と交流を続けていたため、同年6月5日、池田屋事件に遭遇した。池田屋を脱出したと言われているが、実際は長門屋にいた所で、望月は深手を負い二条角倉邸で力尽き自刃した。一方で別の説として、望月らは長門屋に潜伏中に襲撃を受け、そこから脱出を図った。望月亀弥太は助けを求めて土佐藩邸に向かったが、門を開けてもらえなかった。その後、なおも追ってきた者たちに追い詰められ、二条の角倉邸付近で深手を負い、ついに力尽きてその場で自刃した。享年27（満25歳没）。明治31年（1898年）、従四位を追贈された。
高知市旭水源町西に墓所があり、辞世「行く秋によしおくるとも　紅のちりてぞ匂へ木々の紅葉」が刻まれている。
坂本龍馬も勝海舟も、その死を嘆いた。

## 関連作品

### テレビドラマ
- 『新選組!』（2004年、NHK大河ドラマ、演：三宅弘城）
- 『龍馬伝』（2010年、NHK大河ドラマ、演：音尾琢真）